# Fargesia murielae
Fargesia murielae là một loài thực vật có hoa trong họ Hòa thảo. Loài này được (Gamble) T.P.Yi mô tả khoa học đầu tiên năm 1983.

## Hình ảnh

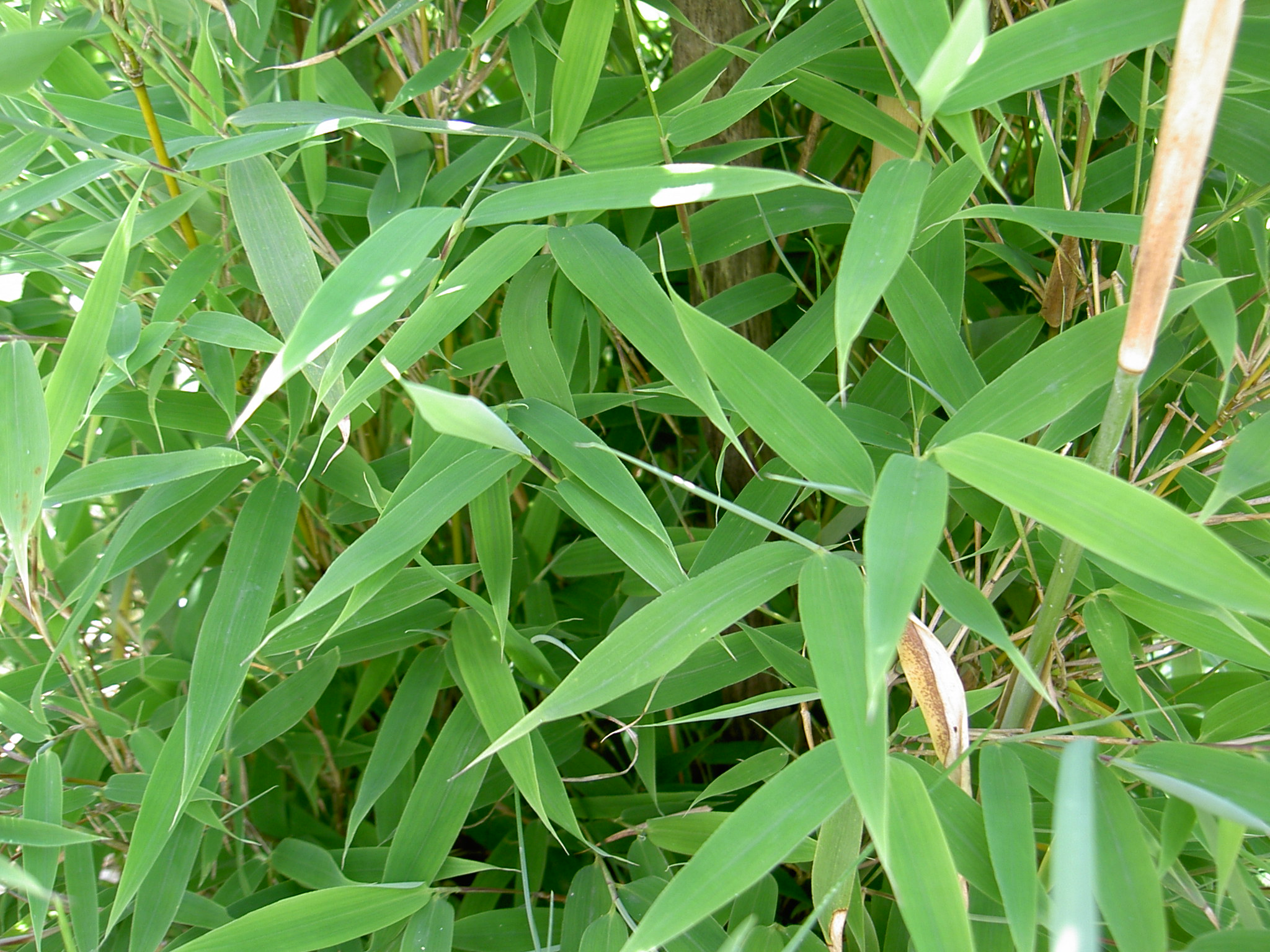
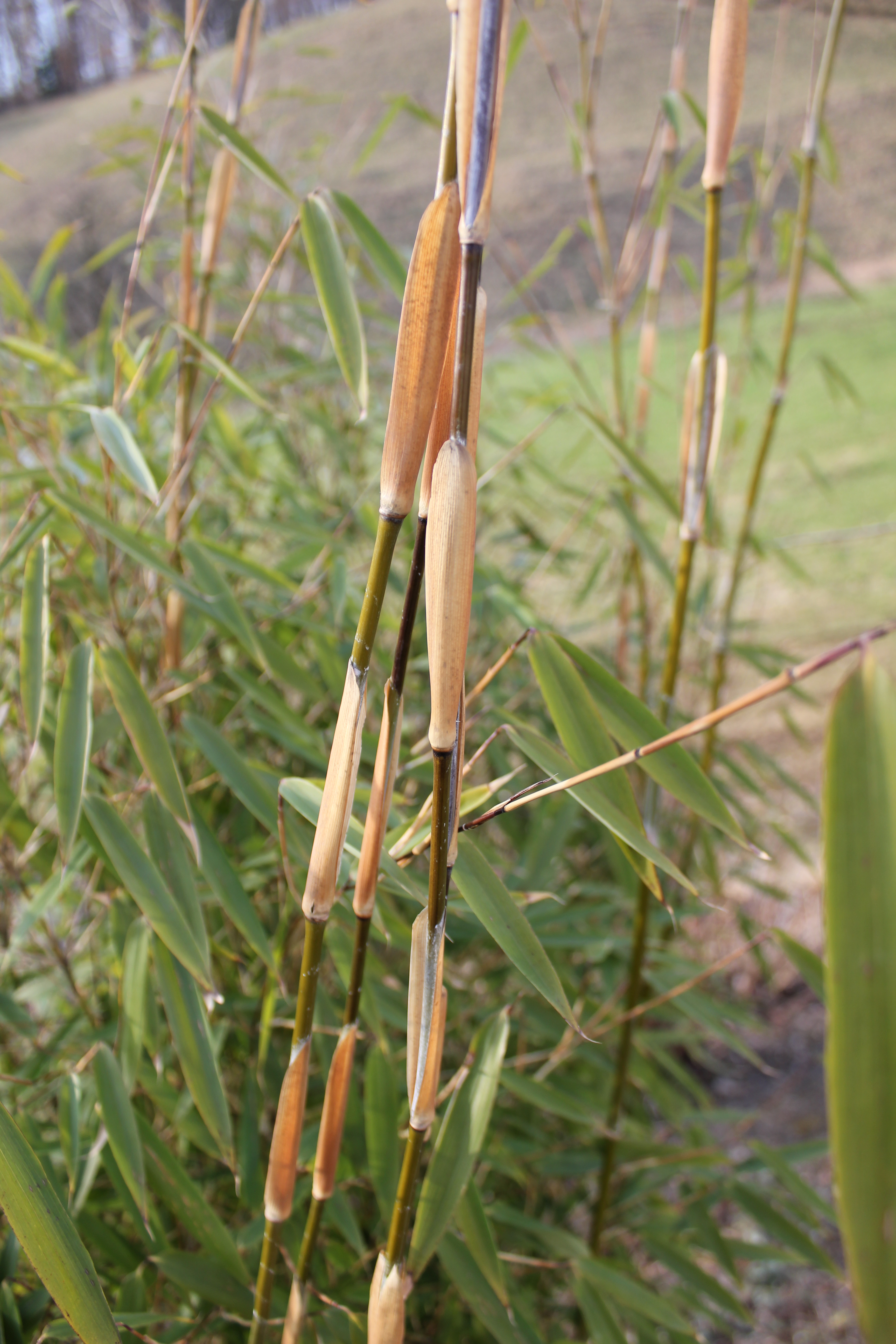
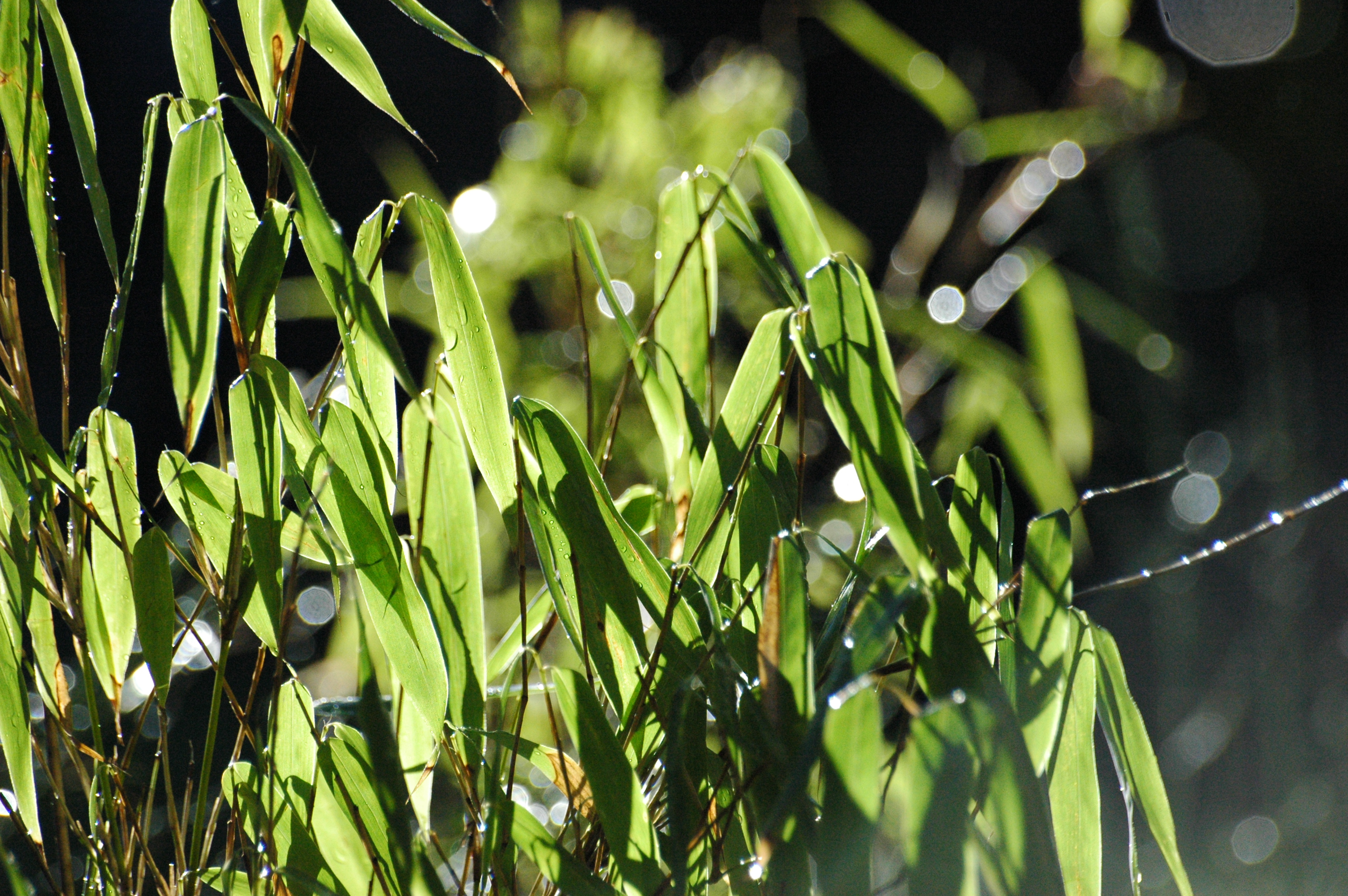
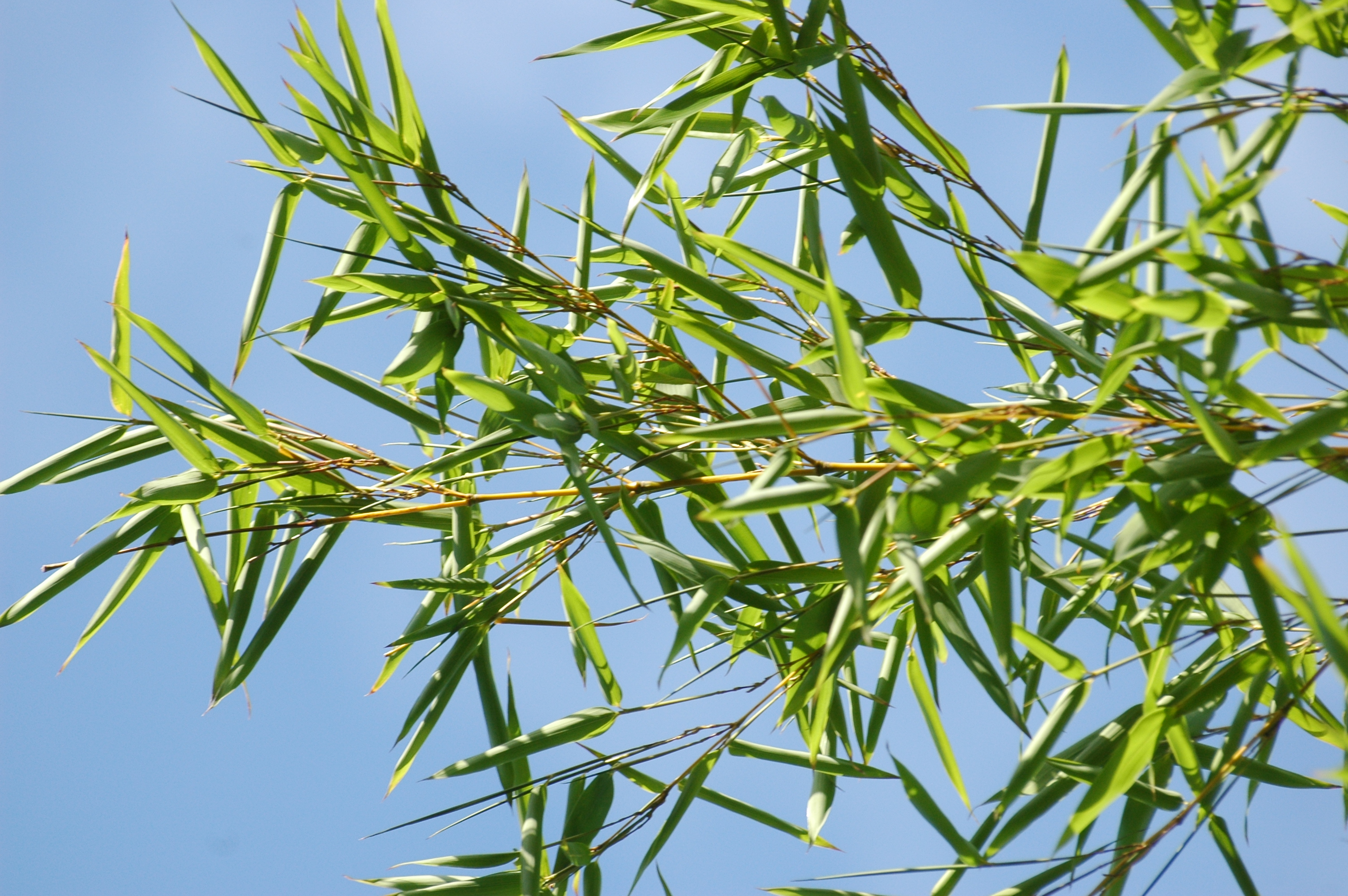